# Huber
Huber je priimek več oseb:
- Damjan Huber (*1980), jezikoslovec slovenist, strokovni sodel.programa Slovenščina na tujih univerzah; soorganizator &vodja lektorjev seminarja SSJLK
- Daniel Huber (*1993), avstrijski smučarski skakalec
- Edvard Marius Huber (1880—1963), zdravnik: Maroko, Bovec, Rabelj
- Hans Huber (1852—1921), švicarski skladatelj
- Ivanka Huber, slovenska doktorica sociologije
- Johannes Huber (*1946), avstrijski medicinec in teolog, univ. profesor (ddr.)
- Jožef Huber, slovenski šolnik (direktor okrajne šole v ...?)
- Klaus Huber (1924—2017), švicarski skladatelj
- Max Huber (1874—1960), švicarski pravnik
- Robert Huber (*1937), nemški kemik, nobelovec, častni član IJS
- Štefan Huber, slovenski dvoranski nogometaš, trener
- Wilhelm Huber, nemški general in vojaški zdravnik
- Willie Huber (1958—2010), kanadski hokejist nemškega rodu